# Zementwerk Weisenau
Das Zementwerk Weisenau wurde im Jahr 1864 von Christian Lothary in Weisenau gegründet. Von den Weisenauer Bürgern umgangssprachlich die Portland genannt, prägte es den am 1. Januar 1930 eingemeindeten Mainzer Stadtteil.

## Geschichte

### Die Anfänge

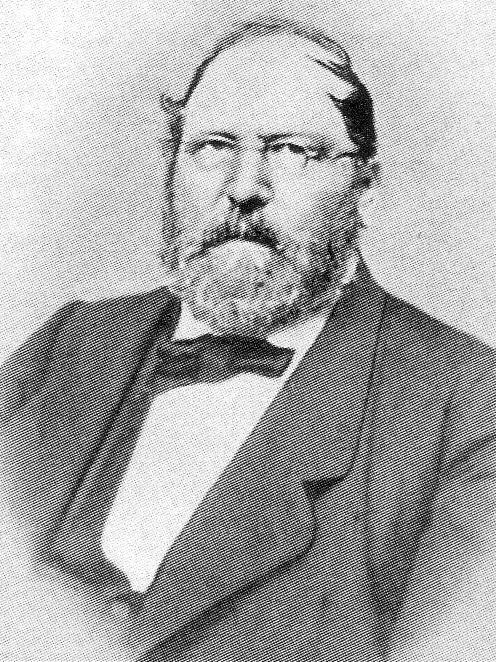
Christian Lothary um 1860

Der durch den Bau der Bahnstrecke Mainz-Worms im Bereich Weisenau vermögend gewordene Unternehmer Lothary suchte sich nach der Vollendung des in seiner Verantwortung liegenden zu erbauenden Bahndamms neue Ziele. Zunächst dachte er daran eine Eisengießerei am Rande der neu erbauten Bahnstrecke zu gründen, wofür er den Eisenhüttentechniker Julius Römheld aus der Nähe Marburgs als Teilhaber gewinnen konnte. Allerdings erwies sich das von Lothary zum Zwecke des Abbaus von Eisenerzen erworbene Gelände zwischen Oppenheim und Monzernheim als nicht so ergiebig wie es sich Lothary vorgestellt hatte. Zwar nahm Römheld ab 1859 mit zehn Arbeitern in einer dafür erbauten Werkhalle die Produktion von Roheisen auf aber Lothary erkannte, dass sich diese Eisengießerei wegen des Mangels an den dafür notwendigen Eisenerzen nicht in dem Umfang entwickeln konnte wie er sich das vorgestellt hatte. Es war der Grund, weshalb er sich der Produktion von scharf gebrannten Ziegelsteinen zuwandte. Römheld verlegte seine Gießerei 1862/63 an den Nordrand von Mainz, während Lothary die nun leeren Gebäude der Gießerei für seine Zwecke als Ziegelei nutzte.
Mitte des 19. Jahrhunderts kam der Gebrauch des von dem Engländer Joseph Aspdin aus Romanzement entwickelten Portlandzements, nach der Isle of Portland benannt, im Baugewerbe immer mehr zur Verwendung. Gründungen von Portlandzementwerken in Züllchow bei Stettin (1855), Bonn (1858), Mannheim (1860), Hattenheim (1860), 1862 nach Mainz-Amöneburg verlagert und Nieder-Ingelheim (1863) trugen diesem Umstand Rechnung. Auch Lothary folgte dieser Entwicklung. Ein Steinbruch zum Abbau von Kalk, dessen Gelände er aus der Zeit des Bahndammbaus erworben hatte, Gebäude und Baugrundstücke waren ausreichend vorhanden. Was ihm noch fehlte, war ein Fachmann, der schon genug Erfahrung zur Herstellung von Portlandzement gesammelt hatte. Und den fand er auch in dem Mannheimer Ingenieur ‚Carl Brentano (4. Januar 1833 in Mannheim; † 10. Mai 1898 in Basel), der zuvor in Mainz-Amöneburg zusammen mit Dyckerhoff das Zementwerk Amöneburg gegründet hatte aber sich wegen unüberbrückbaren Meinungsverschiedenheiten von ihm trennte und nach einem neuen Betätigungsfeld umschauen musste, zumal er wegen der Aufkündigung des gemeinsamen Gesellschaftsvertrags 7.500 Gulden an Dyckerhoff zu zahlen hatte und damit fast sein gesamtes Vermögen aufgebraucht war.

### Gründung des Werkes
Am 22. Juli 1864 stellte Christian Lothary ein Baugesuch an die Großherzogliche Bürgermeisterei Weisenau zum Bau einer, neben seiner oberhalb Weisenau gelegenen Backsteinfabrik eine Cement-Fabrik anzulegen. Dem Gesuch wurde stattgegeben und Brentano mit dem Aufbau und der Leitung des Zementwerkes beauftragt. Lothary, zu dieser Zeit als Abgeordneter Mitglied des Landtags des Großherzogtums Hessen verfügte über genügend Kapital, um Brentano die Zeit zum Aufbau der Fabrik und zu Experimenten mit Öfen und Rohmaterial zu geben, wobei ihm der vorhandene Ringofen zustatten kam, in dem auch die Ziegelsteine Lotharys gebrannt wurden. Schließlich erwies es sich, dass Schachtöfen zur Herstellung befriedigender Ergebnisse am besten geeignet waren. Die Öfen verfügten über eine Höhe von sieben und einem Durchmesser von zwei Metern. Im Vergleich zur heutigen Zementherstellung, war die Beschickung der Schachtöfen eine schwere körperliche Arbeit. Geschichtet wurden die Öfen zunächst mit einer Lage Reisig auf das dann Holz gelegt wurde. Darüber kam dann eine Schicht Koks und danach die erste Lage des zu brennenden Rohmehlsteins, bis die Öfen zu einem Drittel gefüllt waren. Danach wurde das Reisig gezündet. Wenn das Feuer die oberste Schicht erreicht hatte, wurde weiterhin Koks und Mehlstein zugegeben, bis die Öfen gefüllt waren. Diese ganze Prozedur nahm etwa eine Woche in Anspruch, bis die Öfen wieder erkaltet waren und das gesinterte Brenngut nun als Klinker von Hand aus den Öfen gebrochen wurde um dann zu Zement zermahlt zu werden. Die Ausbeute des Endprodukts betrug nach einem Beschickungsturnus etwa um die 80 bis 100 Tonnen.

### Konsolidierung und Tod Lotharys
Nachdem die Produktion erfolgreich angelaufen war, wurde unter der Leitung Brentanos in rascher Folge die notwendige Infrastruktur für das Werk ausgebaut. Schon 1866 wurde das vorhandene Lokomobil durch eine liegende Zwillingsdampfmaschine ersetzt. Werkstätten für Schlosser, Schmiede, Zimmerleute und Sattler errichtet und um zwei weitere Schachtöfen erweitert. Der aus dem Steinbruch abgebaute Kalkstein und den aus dem sieben Kilometer entfernten Bodenheim mit Pferdefuhrwerken herbeigeschaffte Ton wurde in neu erbauten Holzsilos gelagert. Der Zement wurde in diesen Jahren noch in Holzfässern transportiert, wofür dann auch noch extra eine Küferei errichtet werden musste. Dazu kam eine Schiffsladevorrichtung am Rhein und zu den schon vier vorhandenen Schachtöfen noch weitere vier, während die Produktion von scharf gebrannten Backsteinen in der Ziegelei parallel dazu weiter betrieben worden ist.
Eine Zäsur für die Firma bedeutete der plötzliche und frühe Tod Christian Lotharys 1868. An die Seite Brentanos trat nun die Witwe Lotharys als Mitinhaberin. Auf den Deutsch-Französischen Krieg 1870/71 folgte dann ein Bauboom, dem aber schon 1872 eine Baukrise mit den entsprechenden Auswirkungen für die Branche folgte, die aber keine große Auswirkung auf das Werk in Weisenau hatte. So wurde die Produktion bis 1882 auf 10.000 Tonnen jährlich gesteigert, was auch den Bau von vier weiteren Schachtöfen nötig machte. Schon 1875 kam es zu einer Neuerrichtung einer Küferwerkstatt, der Erweiterung des Zementlagers und der Einrichtung eines neuen Büros und Laboratoriums. Im Werk waren zu dieser Zeit etwa 180 bis 200 Arbeiter angestellt, wovon etwa 20 im Steinbruch beschäftigt waren, die mit bis zu 5,10 Mark täglich entlohnt wurden, gegenüber den „gewöhnlichen“ Arbeitern, die sich mit täglich 1,80 bis 2,00 Mark zufriedengeben mussten. Aber daran kann man auch ersehen, wie schwer und gefährlich die Arbeit im Steinbruch in dieser Zeit gewesen sein muss. Die Prosperität des Werkes ist auch an der Einwohnerentwicklung Weisenaus zu erkennen, das von etwas über 1.600 Einwohnern 1858 auf über 2.000 bis 1864 angewachsen ist. 1890 zählte die Gemeinde über 4.500 Einwohner.

### Die Kommanditgesellschaft
Zu einer wesentlichen Änderung der Besitzverhältnisse kam es dann am 4. April 1881, als die Fabrik in eine Kommanditgesellschaft mit einem Gesellschaftskapital von 60.000 Mark umgewandelt wurde. Es scheint die Zeit, als Brentano die Leitung des Werkes aufgegeben und Weisenau verlassen hatte. Kurze Zeit war wahrscheinlich Christian Lothary jun. für die Leitung des Werkes verantwortlich aber mit seinem frühen Tod im Alter von 33 Jahren am 6. Juli 1881 übertrug man die Verantwortung als Leiter und Direktor des Werkes in die Hände des Kaufmanns Jakob Junker (20. Dezember 1849 in Rheinböllen; † 10. März 1901 in Berlin). Es ist nicht bekannt, ob die Veränderungen der Besitzverhältnisse mit einer Zerrüttung zu Brentano in Zusammenhang standen. Es besteht aber die Vermutung, dass das Ausscheiden Brentanos mit sinkenden Umsätzen in Zusammenhang standen. Jedenfalls liegt sein weiterer Lebensweg weitgehend im Dunklen. Es ist nur bekannt, dass er noch eine kurze Zeit mit seiner Familie in Wiesbaden-Biebrich lebte, bevor er 1883 eine Direktorenstelle in einer Ziegelei in Allschwil im Kanton Basel bekleidete.
Junker, ein Methodist und Offizier der Heilsarmee, der wie Brentano zuvor bei Dyckerhoff angestellt war, lenkte das Werk auf patriarchalische Art und war als strenger Vorgesetzter bei den Arbeitern gefürchtet. Er duldete keinen Alkoholkonsum und war ein Gegner ausschweifender Vergnügungen. Eine seiner ersten Entscheidungen war die Stilllegung der Ziegelei und der Bau eines großen Ringofens mit 36 Kammern und eines 50 Meter hohen Schornsteins. Das Kapital für diese Investition stammte wahrscheinlich aus dem Verkauf von Grundstücken und Immobilien, über die die Familie Lothary in Mainz verfügte.
Nach der kurzen Flaute auf dem Bausektor kam Junker entgegen, dass die Konjunktur in den 1880er Jahren wieder stark anzog. Der Ausbau der Festung Mainz und die Mainzer Stadterweiterung, die Rheinregulierung, der Bau der Straßenbrücke zwischen Mainz und Mainz-Kastel und des Eisenbahntunnels mit der parallel dazu verlaufenden Verlegung des Mainzer Hauptbahnhofs von der Rheinstraße an die westliche Peripherie des damaligen Mainzer Stadtgebiets, der 1884 eingeweiht worden ist, brachte das Zementwerk an die Grenzen seiner Kapazitäten. Um sich der starken Konkurrenz auf dem Markt der Zementhersteller in der näheren Umgebung, Dyckerhoff in Amöneburg und die Portland-Cementfabrik Fr. Sieger & Co., GmbH in Budenheim zu erwehren, sah Junker nur die Möglichkeit, die Produktionsanlagen in Weisenau zu vergrößern um seinen Konkurrenten Paroli bieten zu können. Dazu wurde der für den Abtransport des Zements dringend benötigte Güterbahnhof von der Hessischen Ludwigsbahn auf dem von Lothary schon 1855 aufgeschütteten Schwemmgebiet des Rheins angelegt, der aber erst 1890, und damit viel zu spät, in Betrieb genommen werden konnte. Aber alle diese Investitionen bargen schon wieder den Niedergang des Werkes in sich. Die Pflege und Instandhaltung der schon vorhandenen Hochöfen, Gebäude und Maschinen wurde zugunsten der Umstrukturierung vernachlässigt. Dazu kam nach dem Bauboom in Mainz eine konjunkturelle Delle mit sinkenden Zementpreisen und so musste sich die Erbengemeinschaft einen finanzkräftigen Käufer suchen, den sie auch in der Mannheimer Portland-Cementfabrik AG gefunden hatte.

### Die Übernahme durch die Mannheimer Portland-Cementfabrik
Für die „Mannheimer“, denen für ihre Produktionsstätten maximal 3.700 m², gegenüber 19.000 m² in Weisenau bebaute Grundfläche zur Verfügung standen, mit dem Steinbruch in Weisenau sogar über insgesamt 72.000 m², war der Kauf des Weisenauer Werkes, auch wegen der günstigen Verkehrslage am Rhein eine interessante Alternative. Nach längeren Verhandlungen einigte man sich am 15. November 1887 auf einen Preis von 800.000 Mark für das gesamte Betriebsvermögen mit Ausnahme der von der Familie von Jungenfeld unterhalb Mainz-Laubenheims gelegenen Jungenfeld-Aue, die Lothary zum Zwecke sich einer zukünftigen Konkurrenz vom Leibe zu halten, schon 1863 erworben hatte und jetzt als Lothary Aue allgemein bekannt ist. Ironie der Geschichte ist die Tatsache, dass die "Mannheimer" am 12. September 1898 dieses Gelände aus denselben Gründen wie Lothary 35 Jahre zuvor, dann doch kauften.
Es scheint, dass der bis zur Übernahme tätige Werkdirektor Junker mehr Augenmerk auf den moralischen Lebenswandel seiner Belegschaft, als auf die Pflege der Produktionsanlagen gelegt hatte. In einem Aufsichtsratsprotokoll der neuen Eigentümer vom 21. Dezember 1887 wurde vermerkt, dass sich die Betriebseinrichtungen in einem "durchaus verkommenen, nicht mehr betriebsfähigen" Zustand befinden. Wilhelm Merz, Leiter des Mannheimer Stammwerks übernahm kurzfristig auch die Leitung des Werkes in Weisenau. Zusammen mit dem Chemiker Emil Grauer, der am 1. Januar 1888 Junker als Leiter des Werkes ablöste, unterzog er das Werk einer gründlichen Revision, wobei die Produktionsanlagen erheblich verbessert und erweitert worden sind.
Mit zwei neuen Dampfmaschinen zu je 600 und 200 PS, die Einrichtung einer Kanaltrocknungsmaschine im Steinbruch, einer neuen Zementmühle mit drei Kollergängen, drei Kugelmühlen, zwei Mahlgängen und einer Zementlagerhalle mit Packraum, wurden die Fabrikationsanlagen wieder zukunftsfähig gemacht. Erst 1890 konnten dann auch der Güterbahnhof in Betrieb genommen werden, wobei die Waggons allerdings von Pferden auf das Werksgelände mehrere hundert Meter gezogen werden mussten. Erst nach 1918, mit der Anschaffung einer Rangierlokomotive, konnte auch dieses Provisorium ersetzt werden. Mit der Errichtung des Ringofens 1882 durch Junker, wurden die noch aus der Zeit Brentanos vorhandenen zehn Schachtöfen nur noch unregelmäßig genutzt. Sie wurden abgerissen und durch vier Dietzsch-Etagenöfen ersetzt und schon zwei Jahre später mit drei weiteren, auf sieben Etagenöfen erweitert.
Am 1. Januar 1894 übertrug man die Leitung des Werkes an Karl Schindler, der diese Position lange Jahre, bis zum 31. Dezember 1931 innehatte. In der Zeit unter Schindlers Führung expandierte das Werk stetig. Besonders zu nennen ist die Elektrifizierung des Werkes Mitte der 1890er Jahre mit der Aufstellung einer Dynamomaschine, mit der die Petroleum- und Öllampen ersetzt und einige Aufzüge und Apparate betrieben wurden.
Einen Einschnitt brachte ein Großbrand am Abend des 18. August 1899, der mit Hilfe der Freiwilligen Feuerwehr Weisenau und Soldaten einer nahe liegenden Garnison unter großen Anstrengungen gelöscht werden konnte. Trotzdem konnte schon am 29. August die Produktion eingeschränkt wieder aufgenommen werden. Aber erst Mitte 1900 waren alle Schäden beseitigt und die Zementherstellung in dem gewohnten Umfang des Vorjahres weiter geführt werden.

### Von Mannheim zur Heidelberger Portland-Cementfabrik
Am 1. Juni 1901 fusionierten die beiden Zementwerke in Mannheim und Heidelberg zur Portland Cementwerke Heidelberg & Mannheim Actiengesellschaft. Beide Werke hatten ihre Kapazitäten auf ihren Fabrikationsanlagen erreicht und mussten sich, auch wegen der starken Konkurrenz, nach anderen Standorten umschauen. Die "Heidelberger" hatten schon 1895 die Konsequenzen gezogen und außer dem Verwaltungsgebäude, ihre Produktionsstätte nach einem Brand nach Leimen verlegt. Es war zu dieser Zeit das größte Zementwerk in den Grenzen des Deutschen Reichs. Eine optimale Lösung für die „Mannheimer“, da die Stadtverwaltung in Mannheim schon lange auf eine Schließung des Werkes innerhalb der Stadtgrenzen gedrungen hatte. 1902 war die Verlegung abgeschlossen und das Werk in Mannheim stillgelegt.
Für die „Weisenauer“ blieben diese Veränderungen in den Besitzverhältnissen folgenlos. Probleme bereitete aber der permanente Mangel an Arbeitskräften. So stieg die Mitarbeiterzahl von 1887 von knapp 500 auf etwa 700 in 1901, aber in Relation zur fünffachen Erhöhung der Produktion in derselben Zeit, kann ermessen werden, dass dies nur unter einer erheblichen Optimierung der Arbeitsabläufe, Rationalisierungen, modernisierten Öfen und einer straffen Organisation möglich geworden ist. Es ist überliefert, dass zu dieser Zeit ein Herr Keller für Werbungsprämien Arbeiter an die Zementfabrik vermittelte. Zudem hatte das Werk unter erheblichen Fluktuationen zu leiden. Die schwere körperliche Arbeit in Hitze und Staub war nicht jedermanns Sache. Die Leitung des Werkes mit Karl Schindler an der Spitze versuchte diesem Manko mit billigen oder gar kostenlosen Unterkünften, Wohn- und Schlafplätzen, sowie Arbeiterwohnungen zu begegnen. Tatkräftig unterstützt wurde er dabei von Wilhelm Merz, der unterdessen in den Vorstand der Aktiengesellschaft aufgestiegen war und mehrere Direktorenposten bekleidete. Die in Merz’ Privatbesitz befindliche ehemalige Born'sche Wirtschaft in der Wormser Straße 193 wurde 1901/02 zu einer Kantine mit einem angeschlossenen Kolonialwarenladen umgewandelt. In der Sommerzeit gab es für die Arbeiter kostenlosen Kaffee, Tee und Sodawasser. Dienstaltersprämien und ein Unterstützungsfonds für in Not geratene Arbeiter waren weitere Anreize Fluktuationen möglichst gering zu halten. Eine Stiftung mit einer Einlage von 25.000 Mark von Merz gegründet, verfolgte ähnliche Ziele, indem sie die Arbeiter bei Urlauben finanziell unterstützte. Dazu wurde auch eine Betriebskrankenkasse gegründet.
Nicht unerwähnt darf aber auch bleiben, dass nicht alles reibungslos im Weisenauer Werk den Alltag bestimmte. So reichten sozialdemokratische oder gar sozialistische Umtriebe durchaus als Kündigungsgrund. 1896 war es zu handgreiflichen Auseinandersetzungen gekommen, als es zu Engpässen bei der Herstellung von Fässern zum Transport des Zements gekommen ist. Die Küfer, deren Arbeit durch rationellere, mechanisch mit Elektrizität betriebene Maschinen in einer neuen Fassproduktionsstätte ersetzt werden sollten rebellierten und drohten die neuen Maschinen in den Rhein zu werfen, da sie um ihre Arbeitsplätze fürchteten. Es waren keine unbegründete Befürchtungen und da es mit der Führung des Werkes zu keiner Einigung kam, wurden fast alle Küfer kurzerhand entlassen und durch jüngere Ungelernte ersetzt.
Zahlreiche Rationalisierungen, Investitionen in die Verbesserung des Unfallschutzes, der Einsatz von Förder- und Transportbänder bestimmtem den weiteren Weg des Werkes. Im Steinbruch ging man dazu über das Gestein terrassenförmig abzubauen und an den Abbauwänden die Sprengladungen am Fuß anzubringen. Ab 1907 standen dann auch Presslufthämmer zur Verfügung, die den Arbeitern das schwere händige, mit Hämmern zu zerkleinernden Gesteins wesentlich erleichterte und zudem den Ausstoß des Rohmateriels erheblich steigerte.
Die große Nachfrage in dieser Zeit machte es auch nötig sich über neue Verfahren zur Zementherstellung Gedanken zu machen. Die zahlreichen kleine Einzelöfen konnten den Bedarf nicht mehr decken und so entschloss man sich nach längeren Verhandlungen zum Bau von zehn Drehrohrofen durch die dänische Firma F.L. Smidth, wovon zunächst einmal nur drei zu Testzwecken gebaut wurden. Beim Bau der dafür benötigten drei neuen Schornsteine beschritt man europaweit neue Wege, indem sie nicht mehr gemauert, sondern ganz aus Beton errichtet werden sollten. Der Bau der Drehrohröfen bereitete allerdings mancherlei Schwierigkeiten, wie z. B. Wassereinbruch in die Baugruben, die Becherwerke und Kettenpumpen arbeiteten unbefriedigend und auch die Rohrmühle erfüllten die Garantiebedingungen nicht. Kurzum, nichts funktionierte erwartungsgemäß. Zupass kam den „Weisenauern“, dass die 1863 gegründete Portland-Cement Fabrik, vorm. Krebs, Ingelheim 1907 stillgelegt worden ist aber schon mit Drehrohröfen ausgestattet war, die in Weisenau zu neuen Ehren kamen. Erst 1911 waren die Umbauarbeiten abgeschlossen und das Werk steigerte seine Produktion von knapp 100.000 Tonnen vor der Modernisierung auf fast 160.000 Tonnen in 1914.

### Erster Weltkrieg
Zu Kriegsbeginn 1914 verfügte das Werk über 513 Beschäftigte und damit über einen ausreichenden Arbeiterstamm. Durch Einberufungen konnte diese Zahl nicht gehalten werden und man versuchte mit Kriegsgefangenen diesen Mangel auszugleichen. Allerdings gehörten die Zementwerke in Deutschland nicht zu den kriegswichtigen Fabriken. Der Export ins Ausland, der unterdessen einen wichtigen Anteil des Umsatzes erbracht hatte, brach völlig ein und konnte mit den Lieferungen an die Front nur unzureichend ausgeglichen werden. Dazu kam, dass die Zementwerke in Deutschland nur mit minderwertigen Brennstoffen, wie Briketts, Braunkohleabfälle und schwer entzündlicher Stein- und Anthrazitkohle beliefert wurden. So experimentierte man mit Mischungen der verschiedenen Kohlesorten bis auch damit einigermaßen befriedigende Brennwerte erreicht werden konnten. Aber der dadurch anfallende Kohlestaub barg schon die Gefahr einer Katastrophe in sich. Am 12. Oktober 1916 kam es dann auch zu einer schweren Kohlenstaubexplosion, die acht Menschen das Leben kostete. Davon vier russische Kriegsgefangene.
Mit den noch vorhandenen großen Vorräten konnte der benötigte Zement an die Front aber leicht aufrechterhalten und geliefert werden. Demgegenüber herrschte eine große Nachfrage nach Stückkalk, der im noch existierenden Kalkofen im Steinbruch gebrannt worden ist. Trotzdem konnte die Fertigung nur unter sehr schlechten Bedingungen aufrechterhalten werden, da die unzureichende Qualität der Ersatzschmiermittel die beweglichen Teile der Maschinen immer wieder heiß laufen ließen.

### Weimarer Republik
Noch vor Ende des Waffenstillstandes kam es am 24. August 1918 zu einer Elefantenhochzeit, als in Heidelberg von den Vorständen der Portland-Cement-Werke Heidelberg-Mannheim AG einerseits und der Stuttgarter Immobilien- und Bau-Geschäft AG andererseits, die Fusion der beiden Konzerne beschlossen wurde. Das Werk Weisenau firmierte nun unter dem Namen Portland-Cement-Werk Heidelberg-Mannheim-Stuttgart AG. Der größte Baustoffhersteller in den damaligen deutschen Grenzen war aus der Taufe gehoben worden. Aber auch dieser Zusammenschluss änderte an den Verhältnissen im Weisenauer Zementwerk nichts, wenn man davon absieht, dass auch die gesellschaftlichen Umbrüche und politische Unruhen der damaligen Zeit vor den Toren des Werkes nicht Halt gemacht haben. Dazu zählte auch die immer noch schlechte Versorgung mit Schmierstoffen, Lagermetallen und sogar noch geringwertigeren Kohlelieferungen unmittelbar nach Kriegsende zu den Problemen, mit denen sich der Weisenauer Werkdirektor Karl Schindler konfrontiert sah. Die dem Krieg folgende Inflation verhinderte dazu noch dringend vorgesehene Investitionen zur Modernisierung des Maschinenparks und sogar oft genug auch die Auszahlung der Löhne.
Wie auch in den anderen Tochterfirmen des Konzerns kam es durch das gewachsene Selbstbewusstsein der Arbeitnehmer aus den zuvor erwähnten Gründen zu Streiks und Arbeitsniederlegungen. Löhne, knapp über dem Existenzminimum, das Erstarken der Sozialdemokratie und die zu mehr Selbstbewusstsein der Arbeiter animierenden Gewerkschaften taten ein Übriges dazu. 1920 komplizierte sich die Lage der Portland-Cement Heidelberg-Mannheim-Stuttgart AG noch durch feindliche Übernahmeaktivitäten zweier ausländischer Unternehmen, die aber trickreich abgewehrt werden konnten.
Erst 1924 beruhigten sich die Zeiten wieder und zahlreiche Mehrfachaufstellungen von Produktionsmaschinen wurden durch leistungsfähigere Großaggregate ersetzt. Besonders zu erwähnen sind die zwei großen Dreifachverbundmühlen der Firma G. Polysius aus Dessau und die vollständige Elektrifizierung des Werks. Für den Versand kamen die 50 Kilogramm fassenden Papiersäcke statt der Holzfässer in Gebrauch, während zeitgleich die Packmaschinen und Transportbänder für den Waggon- und Schiffsversand optimiert wurden. Trotzdem erreichte die Versandmenge erst 1926/27 wieder das Vorkriegsniveau.
Aber schon Anfang 1930 war es mit der Ruhe vorbei, als sich die Weltwirtschaftskrise auch im Weisenauer Werk bemerkbar machte. Mitte Februar musste die Produktion wegen der Überfüllung der Silos durch Absatzstockung eingestellt werden. Für eine kurze Zeit, von April bis August, konnte die Fabrikation zwar noch einmal angefahren werden aber dann stand bis Anfang April 1931 der Betrieb für fast ein Jahr endgültig still. In einer kurzen Phase, die aber kaum als eine Phase der Entspannung genannt werden kann, konnte die Produktion noch einmal angefahren werden aber am 8. Februar 1932 war dann endgültig Schluss. Entlassungen der Arbeiter und vorsorgliche Kündigungen der Angestellten von Frist zu Frist waren die Folge. Der Werkdirektor Karl Schindler musste gegen seinen Willen mit 69 Jahren 1932 in den Ruhestand treten. Bis zum Frühjahr 1933 ruhte der gesamte Betrieb.

### Die NS-Zeit
Schon vor der Machtergreifung berief der Aufsichtsrat des Konzerns 1929 Otto Heuer zum Vorstandsvorsitzenden, der als Mitglied des Keppler-Kreises über enge Beziehungen zur NSDAP verfügte. Die treibende Kraft zu dieser Berufung scheint von dem 1931 verstorbenen Geheimrat Friedrich Schott ausgegangen zu sein, der seit 1875 die Geschicke des Konzerns lenkte, in seinen letzten Jahren eine deutschnationale Position vertrat und mit Beiträgen in der Werkszeitung und Flugblättern gegen Kommunisten, die Sozialdemokratie und Gewerkschaften scharf polemisierte. Der Konzern wurde von den Nationalsozialisten mit Heuer an der Spitze dann sozusagen weich geklopft. Schotts Sohn, Erhart Schott bis 1933 im Vorstand und Werkdirektor in Leimen, der sich diesen Entwicklungen entgegenstellte, bezahlte dies am 5. Mai 1933 mit der in dieser Zeit vom System praktizierten sogenannten Schutzhaft.
In Weisenau übernahmen in kurzer Folge nach Schindlers erzwungenen Rücktritt, von 1932 bis 1933 Albert Leonhard (Sohn von Carl Leonhard, Heidelberg) und von 1934 bis 1935 Ludwig Meyer die Führung des Werkes. Erst danach hatte ab 1935 bis 1939 Wilhelm Anselm das Ruder etwas längerfristiger übernommen.
Mit Anselm fanden dann auch im Weisenauer Werk endgültig die nationalsozialistischen Praktiken ihren Niederschlag. Anselms Augenmerk lag auf Sauberkeit, Hygiene und Ordnung. Dazu setzte er die in dieser Zeit letzten gewonnenen Erkenntnisse zu den Anforderungen moderner Arbeitsplätze um, sorgte für Sozial- und Wascheinrichtungen, einen "Gesundheitsraum" mit einem extra angestellten "Heilgehilfen" und begründete erstmals in der Geschichte des Werkes auch eine Lehrwerkstatt für 35 Lehrlinge. Der Bau einer Werkssiedlung mit 41 Eigenheimen nach dem Reichsheimstättengesetz von 1920 wurde 1936 umgesetzt und der über billige Werkskredite finanziert worden ist. Aber alle diese "Wohltaten" erkaufte sich die Belegschaft mit der totalen Kontrolle ihrer Lebensumstände, die durch Betriebsobmänner und Sozialbetreuer bis in den privaten Bereich und in die Familien reichte. Bei Aufmüpfigkeit reichten die Konsequenzen von der Entlassung bis zur Inhaftierung. Dazu sanken die Einkommen unter das Niveau von 1925. Der Mindestlohn für Frauen lag bei 29 Reichspfennig je Stunde, während er bei ungelernten Männern 48 Reichspfennig betrug. Gelernte Arbeitskräfte derselben Altersklasse konnten mit 60 Reichspfennig pro Stunde rechnen.
Anselms Aktivitäten blieben auch der "Partei" nicht verborgen und so wurde das Werk als erster der 140 existierenden Zementhersteller im Deutschen Reich am 1. Mai 1937 mit dem Ehrentitel Nationalsozialistischer Musterbetrieb ausgezeichnet. Weisenau, seit 1930 ein Stadtteil von Mainz, war auf 8.000 Einwohner angewachsen.
Der durch die Nationalsozialisten initiierte Bauboom machte die Zementsparte in Deutschland, und damit auch das Zementwerk in Weisenau zu einer Schlüsselindustrie. Umfangreiche Rationalisierungs- und Umbaumaßnahmen, Neubauten und die Modernisierung der vorhandenen Großaggregate und des Transportwesens vom Steinbruch zur Produktionsstätte trugen dem sich seit 1937 abzeichnenden Arbeitskräftemangel Rechnung.

### Zweiter Weltkrieg
Am 1. Mai 1939 wurde Anselm durch den SS-Sturmführer Rudolf Köhres als Leiter des Werkes abgelöst. Unter seiner Leitung sollte die Produktion per ministerieller Weisung vom 30. August 1939, also zwei Tage vor dem Überfall auf Polen bis an der Grenze der Leistungsfähigkeit gehalten werden. Der Bau von Flugplätzen, Bunkern, Kasernen usw. genoss höchste Priorität, wofür Beton in großen Mengen benötigt wurde. Dieser Erlass, galt auch für alle anderen Zementhersteller im Deutschen Reichsgebiet. Köhres sah sich ab Anfang 1940 in der misslichen Lage durch den hoch zu haltenden Produktionsausstoß und den Mangel an Material wie Stahl und NE-Metallen dringend benötigte Reparaturen nicht veranlassen zu können. So traten, nur als ein Beispiel, an der 1927 dicht am Rhein erbauten Zementmühle bei Hochwasser Fundamentverschiebungen auf, die immer wieder zu Brüchen des Antriebs führten. Dazu kamen die kriegsbedingten Minderlieferungen von Kohle und der Mangel an Arbeitskräften wegen der Einberufungen. Der Arbeitskräftemangel wurde so gut es ging mit Kriegsgefangenen und dienstverpfichteten zivilen Arbeitern aus den besetzten Ostgebieten aufgefangen. Im April 1942 beschädigte die erste Bombe ein Dach einer Produktionsstätte des Werks. Vom 12. September 1943 bis zum 31. Mai 1944 befanden sich im südlichen Teil des Werksgeländes die Baracken einer Außenstelle des SS-Sonderlagers Hinzert, in denen um die 200 straffällig gewordene Zwangsarbeiter verschiedener Nationalitäten untergebracht waren. Im Frühjahr 1944 wurde das Lager auf die Ingelheimer Aue verlegt, da in die Unterkünfte Zwangsarbeiter des MAN Werks Gustavsburg einquartiert worden sind, die zum Stollenbau im Steinbruch zum Zweck unterirdischer Produktionsstätten zur Herstellung von Komponenten der Abschussrampen der V2 gebaut werden sollten. Die Stollen verfügten über eine Gesamtlänge von 1.200 Metern.
Ab dem Frühjahr 1944 war das Werk und der Steinbruch Ziel schwerer alliierter Bombenangriffe, die bis zum Ende des Krieges anhielten. Man kann annehmen, dass die Verwüstungen im Weisenauer Werk weniger schwer ausgefallen wären, wenn nicht direkt gegenüber auf der anderen Rheinseite das MAN Werk Gustavsburg seinen Standort gehabt hätte. Während das wesentlich größere Werkgelände des MAN-Zweigwerks nur etwas mehr als zu 25 Prozent Schäden am Kriegsende zu beklagen hatte, wurde das Zementwerk in Weisenau praktisch völlig verwüstet, da wahrscheinlich viele Bomben, die der MAN gegolten hatten auf Weisenau samt der dort ansässigen Industrie irrtümlich abgeworfen worden sind.
Die skandalöse Behandlung der Zwangsarbeiter während der Zeit des Nationalsozialismus ist daran zu erkennen, dass die letzten 35 Zwangsarbeiter ihr Leben nur einem Streit zwischen der Gestapo in Mainz und der Lagerwachmannschaft wegen deren vorgesehenen Überführung zur anderen Rheinseite zu verdanken hatten. Pioniere der Wehrmacht waren damit beauftragt die Eisenbahnbrücke zwischen Mainz und Gustavsburg zu sprengen. Köhres, unterdessen zum SS-Hauptsturmführer befördert und Chef der Organisation des örtlichen Werwolfs besorgte den dafür benötigten Sprengstoff aus den Beständen des Zementwerks. Es war vorgesehen die verbliebenen Zwangsarbeiter in einem Eisenbahnwaggon auf der Brücke mit in die Luft zu sprengen. Aus den vorgenannten Gründen kam es aber dazu nicht mehr. Die Brücke wurde in der Nacht vom 17. auf den 18. März 1945 gesprengt. Eine Behelfsbrücke wurde in der Rekordzeit vom 14. November bis 15. Dezember 1945 von amerikanischen Pionieren erbaut und am 19. Dezember 1945 für den Eisenbahnverkehr frei gegeben.

### Der Neuanfang
Nach dem Ende des Krieges befand sich das Werk in einem erbarmungswürdigen Zustand. Durch die zahlreichen Bombenschäden war an die Produktion von Zement nicht mehr zu denken. Der kommissarische Werkleiter Anton Werner (April 1945 bis August 1946) hatte alle Hände voll damit zu tun, die wenigen noch einigermaßen intakten Maschinen und Gerätschaften vor der Demontage durch die französischen Besatzungsbehörden zu retten. Erhart Schott, der als Treuhänder an die Spitze der Konzernzentrale in Heidelberg getreten war, beantragte am 6. März 1946 den Wiederaufbau und rechnete, dass nach der notdürftigen Reparatur der beschädigten Aggregate monatlich 20.000 bis 22.000 Tonnen Zement und im angeschlossenen Betonwerk 1.000 Tonnen Fertigteile produziert werden könnten. Daraufhin konnte am 15. März 1946 ein Ofen mit einer Kapazität von 300 Tagestonnen Zement als erster wieder in Betrieb genommen werden. Bis die Kriegsschäden völlig beseitigt worden waren, dauerte es aber noch bis 1952. Bis dahin hatte sich auch die Zahl der Arbeitnehmer wieder auf 420 erhöht.

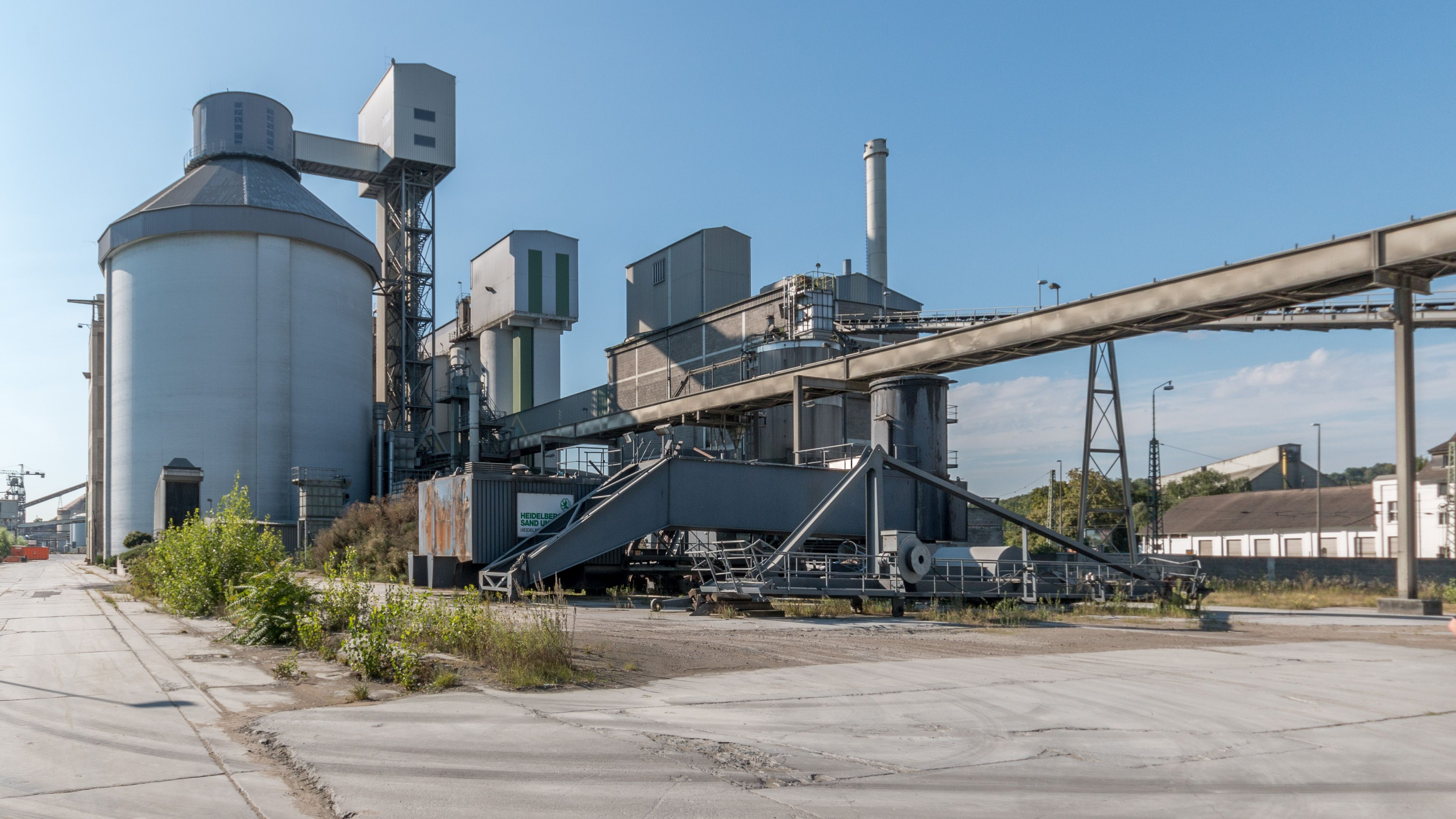
Blick auf das Zementwerk Weisenau

Der Bauboom und die Währungsreform halfen dem Betrieb. Schon 1952 betrug die Jahresproduktion mehr, als in allen Jahren seit der Gründung des Werkes zuvor. 1953 dehnte das Werk sein Betriebsgelände auf die ebene Fläche des abgebauten Steinbruchs aus. Die beengte Lage zwischen der Bahnstrecke und dem Rhein, auf dem im 19. Jahrhundert von Lothary aufgeschütteten Schwemmgebiet war zu klein geworden, um weiter expandieren zu können. Öfen und eine Zementmühle mit der gleichen Leistung wie die schon vorhandenen steigerten die Monatsleistung auf 36.000 bis 40.000 Tonnen. Ein Tunnel, der die Bundesstraße 9 und den Bahnkörper querte, band die neue Produktionsstätte an das Hauptwerk an. Bis in die 1970er Jahre expandierte das Werk nun kontinuierlich. Mit 1,6 Mio. Tonnen war 1972 das absatzstärkste Jahr in der gesamten Geschichte des Zementwerks. Die Zahl der Belegschaft hatte sich unterdessen auf um die 500 Mitarbeiter eingependelt.
Fixpunkte in diesen Jahren war der Bau der Weisenauer Brücke von 1959 bis 1962 für die Bundesautobahn 60, deren Zufahrt von Weisenau nach Ginsheim mitten durch den Steinbruch führte und für die das Weisenauer Werk den Einschnitt geschaffen hatte. Auf dem südlichen Teil des alten Werksgeländes war unterdessen auch ein Betonfertigteilwerk errichtet worden, das aber aus wirtschaftlichen Gründen um die Wende der 1960er zu den 1970er Jahren zugunsten eines Soja-Mahlwerks ersetzt wurde, am 6. Juni 1973 die Produktion aufnahm und an dem die HeidelbergCement über 30 Prozent Anteile verfügte. Aus branchenbedingten Gründen zog sich HeidelbergCement aber aus dieser Beteiligung Jahre später wieder zurück, während der Standort allerdings erhalten blieb.
Die Erdölkrise im Herbst 1973 ging auch am Weisenauer Werk nicht spurlos vorbei. Der wegen der stark gestiegenen Energiepreise sich daran anschließenden Rezession suchte man in Weisenau mit wärmesparenderen Brennverfahren, Vollautomation, Optimierung des Abbaus im Steinbruch und Personaleinsparungen zu begegnen. Die Mitarbeiterzahl sank auf 365 in 1977. Erst mit der Wiedervereinigung 1990 zog die Konjunktur auf dem Bausektor und damit auch die Produktion in Weisenau wieder an, die aber schon fünf Jahre später wieder ein Ende fand.

### Vom Zementwerk zum Mahlwerk

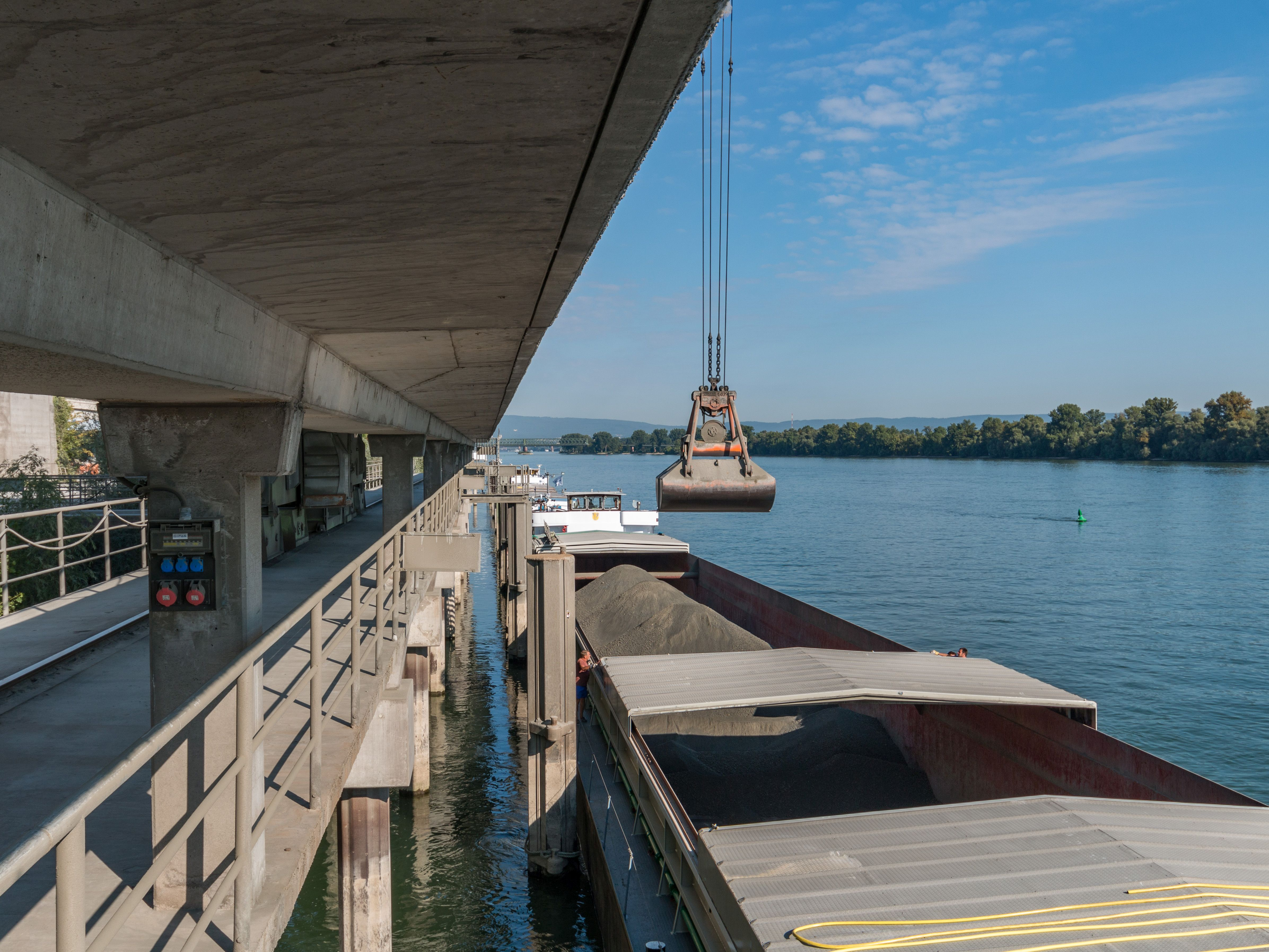
Rheinrede des Zementwerks

Schon zu Anfang der 1990er Jahre war man sich in der Heidelberger Zentrale bewusst, dass das Werk in Weisenau nur mit einer erheblichen Ausweitung des Steinbruchs wirtschaftlich weiter zu betreiben war. Der abbauwürdige Kalkstein im vorhandenen Gelände neigte sich dem Ende zu und so dachte man an eine 70 Hektar große Ausweitung in südlicher Richtung, die die Existenz des Werkes für weitere 30 Jahre gesichert hätte. Ein Hügel am Abbruch des rheinhessischen Hügellands, die Laubenheimer Höhe zwischen Laubenheim und Hechtsheim wäre dem zum Opfer gefallen. Durch HeidelbergCement wurde deshalb 1993 ein Genehmigungsverfahren beantragt, das von Bürgerprotesten und -initiativen begleitet wurde. Ein neues Raumordnungsverfahren musste erstellt werden bis dann, nach zehn Jahren, kurz bevor sich der Abbau von Rohmaterial 2003 sowieso erschöpft hätte, die Genehmigung unter Auflagen vorlag.
In diesen zehn Jahren hatte sich die konjunkturelle Lage aber durch den Nachfragerückgang auf dem Bausektor, Diversifikationen und Zukäufen anderer Zementwerke so verändert, dass die Umsetzung des Vorhabens für den Konzern als nicht mehr notwendig erachtet wurde. Die Firmenzentrale beschloss 2004 daher eine Teilstilllegung und die Umwandlung in ein Mahlwerk. Der Fortfall von 130 Arbeitsplätzen war die daraus zu erwartende Folge. 2005 begann der Rückbau. Die noch intakten Werksanlagen wie die Rohmühle, Trockentrommeln, Öfen und Förderbänder sollten in den Irak versandt werden aber durch die politischen Umstände in jener Zeit, entschloss man sich ein Angebot aus dem Sudan anzunehmen. Nach Abschluss des Rückbaus wurden die noch vorhandenen und benötigten Betriebsteile auf einer kleineren Fläche konzentriert, ein Silo mit 40.000 Tonnen Fassungsvermögen und ein Verwaltungsgebäude neu erbaut. Der zu verarbeitende Klinker wurde vom Schwesterwerk in Lengfurt am Main geliefert.
Den rekultivierten Steinbruch übernahm im Dezember 2008 der Entsorgungsbetrieb der Stadt Mainz und baute ihn zu einem beliebten Wander- und Naherholungsgebiet aus. Auf einem kleineren Areal, direkt an der Bundesstraße 9, siedelte sich 2010 ein Recyclingbetrieb an.